# Audi Le Mans quattro
El Audi Le Mans quattro es un prototipo de automóvil superdepotivo presentado en el Salón del Automóvil de Frankfurt de 2003 por Audi. El Audi R8 está basado en este prototipo.

## Características
Tiene un motor central V10 FSI biturbo. La carrocería es cupé de dos puertas. Pesa 1530 kg y tiene una longitud de 4369 mm, un ancho de 1900 mm y una altura de 1245 mm. La distancia entre ejes es de 2,65 metros. El interior está hecho de aluminio, caucho y cuero. El exterior es de fibra de carbono y aluminio.
La potencia de este automóvil es de 610 CV a 6.800 rpm, el par motor máximo es de 750 Nm a 1.750 y 5.800 RPM. Posee una aceleración de 0 a 100 km/h en 3,7 segundos.
La caja de cambios es secuencial de seis velocidades. Tiene tracción permanente a las cuatro ruedas "quattro" y un tren de rodaje que incorpora brazos transversales dobles delante y detrás. Además posee amortiguadores "Audi Magnetic Ride".

## Galería

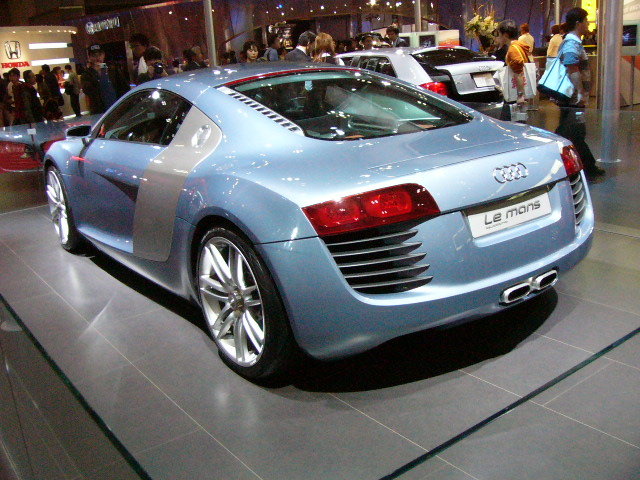
Parte trasera
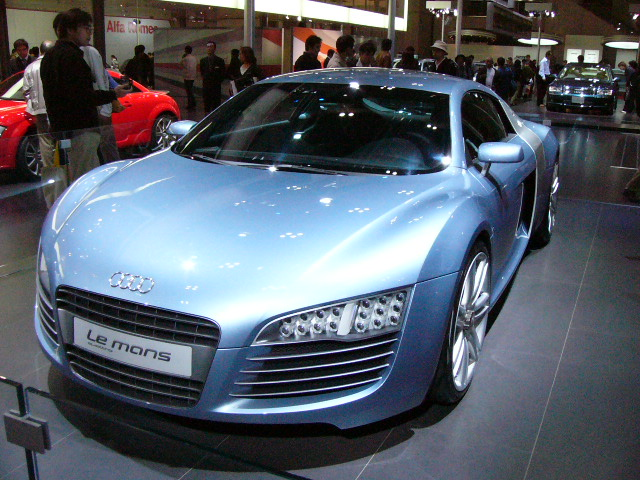
Parte frontal

## Cultura popular
Este modelo ha tenido una influencia cultural en los videojuegos debido a su aparición en videojuegos como: Need for Speed: Carbon, Gran Turismo 4, Gran Turismo 5 y Gran Turismo 6, su valor es casi de 250.000 dólares.